# Glossocardia tridentata
Glossocardia tridentata là một loài thực vật có hoa trong họ Cúc. Loài này được (Turcz.) Veldkamp mô tả khoa học đầu tiên năm 1991.